# Anosia fuscippus
Anosia fuscippus är en fjärilsart som beskrevs av Van Eecke 1915. Anosia fuscippus ingår i släktet Anosia och familjen praktfjärilar. Inga underarter finns listade i Catalogue of Life.